# 联合国托管领土

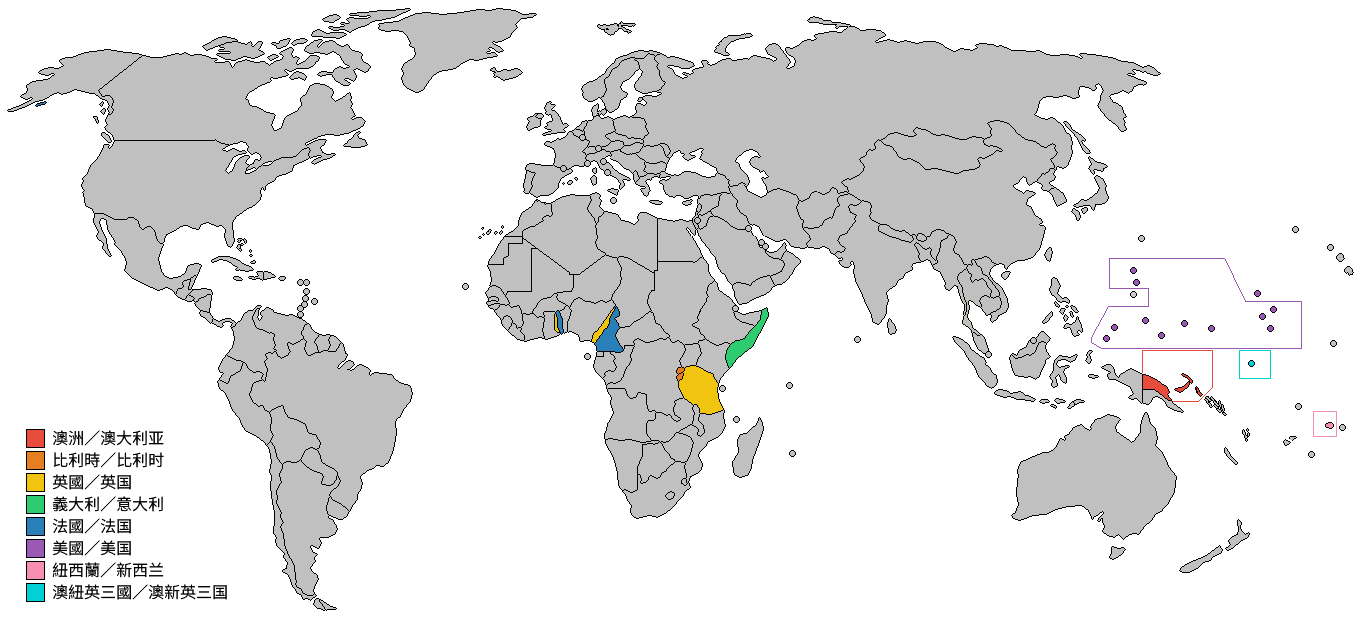
聯合國託管領土及其管理國。

聯合國託管領土（法語：Territoires sous tutelle des Nations unies）是由聯合國託管理事會負責暫時管理的領土，其機制是透過聯合國託付給某個國家代管，聯合國僅負責授權而未擁有實際的管轄權，因此與聯合國直接管轄的領土不同。
在1946年國際聯盟解散後，其託管地轉交聯合國的託管制度管理。由於受到南非施壓，其中時為國際聯盟託管地的西南非洲並未過渡至聯合國託管領土制度。當時實施種族隔離政策的南非政府拒絕為西南非洲獨立作準備，亦不同意聯合國採用的多數決原則，但西南非最終於1990年獨立，更名為納米比亞。
至今，所有聯合國託管領土均已實現自治或獨立。帛琉是託管領土中最後一個獨立的國家，它曾是太平洋群島託管地的一部分，直到1994年10月獨立正式生效，並於同年12月正式成為聯合國會員國。因此聯合國託管理事會隨即於1994年停止運作，只在有需要的時候召開會議。

## 託管領土
| 託管領土         | 前身         | 管理國 | 現屬於                                            | 備注                                                          |
| ---------------- | ------------ | ------ | ------------------------------------------------- | ------------------------------------------------------------- |
| 英屬喀麥隆       | 德屬喀麥隆   | 英國   | 奈及利亞                                          | 北部（北喀麥隆）於1961年5月加入北尼日利亞。                   |
| 英屬喀麥隆       | 德屬喀麥隆   | 英國   | 喀麦隆                                            | 南部（南喀麥隆）於1961年10月加入喀麥隆。                      |
| 法屬喀麥隆       | 德屬喀麥隆   | 法國   | 喀麦隆                                            | 於1960年1月宣佈獨立為喀麥隆共和國。                           |
| 新畿內亞領地     | 德屬新畿內亞 |        |                                                   | 於1975年9月宣佈獨立，與巴布亞領地合併為巴布亞新畿內亞獨立國。 |
| 瑙魯託管地       | 德屬新畿內亞 |        | 瑙鲁                                              | 於1968年1月宣佈獨立為瑙魯共和國。                             |
| 盧安達-烏隆地    | 德屬東非     | 比利时 | 卢旺达                                            | 北部（盧安達）於1962年7月宣佈獨立為盧旺達共和國。             |
| 盧安達-烏隆地    | 德屬東非     | 比利时 | 南部（烏隆地）於1962年7月宣佈獨立為布隆迪共和國。 |                                                               |
| 坦噶尼喀託管地   | 德屬東非     | 英國   | 坦桑尼亚                                          | 於1964年4月宣佈獨立，與桑給巴爾合併為坦桑尼亞聯合共和國。     |
| 法屬多哥蘭       | 多哥蘭       | 法國   | 多哥                                              | 於1960年4月宣佈獨立為多哥共和國。                             |
| 英屬多哥蘭       | 多哥蘭       | 英國   |                                                   | 於1956年12月加入英屬黃金海岸。                                |
| 西薩摩亞託管地   | 德屬薩摩亞   | 新西兰 | 萨摩亚                                            | 於1962年1月宣佈獨立為西薩摩亞獨立國。                         |
| 太平洋群島託管地 | 南洋群島     | 美国   | 美国                                              | 北馬里亞納群島於1978年1月加入美國為自由邦。                   |
| 太平洋群島託管地 | 南洋群島     | 美国   | 马绍尔群岛                                        | 馬紹爾群島於1979年5月宣佈獨立為馬紹爾群島共和國。             |
| 太平洋群島託管地 | 南洋群島     | 美国   | 密克羅尼西亞聯邦                                  | 加羅林群島東部及中部於1986年11月宣佈獨立為密克羅尼西亞聯邦。  |
| 太平洋群島託管地 | 南洋群島     | 美国   | 帛琉                                              | 加羅林群島西部於1981年1月宣佈獨立為帛琉共和國。               |
| 索馬利蘭託管地   | 意屬東非     | 義大利 |                                                   | 於1960年6月宣佈獨立，與英屬索馬里蘭合併為索馬里蘭國。         |

## 擬議託管領土
- 耶路撒冷：根據聯合國大會第181號決議，耶路撒冷會成為由聯合國託管理事會管理的耶路撒冷獨立個體，但巴勒斯坦人與依舒夫均反對這個方案。
- 朝鮮地區：富蘭克林·德拉諾·羅斯福曾在戰時提出在朝鮮地區設立由蘇聯及美國共同管理的託管領土，並曾在1945年莫斯科會議（英语：Moscow Conference (1945)）上提及這個提議。該方案引發了朝鮮地區的內亂，並最終隨著羅斯福在1945年4月12日逝世而擱置[2]。
- 越南：羅斯福亦曾提議將法屬印度支那納入聯合國託管領土，作為法蘭西殖民管治及獨立的替代方案[3]。
- 意屬利比亞：蘇聯曾在1945至1947年期間建議將的黎波里塔尼亞改為託管領土，並交由蘇聯管理10年，或由蘇聯、美國及英國三國共同管理；亦提出在整個利比亞設立由意大利管理的託管領土的方案[4]。
- 巴勒斯坦託管地：哈里·S·杜魯門擔任美國總統時的美國政府亦曾提議將巴勒斯坦託管地納入聯合國託管制度內（英语：American trusteeship proposal for Palestine）[5][6]。
- 琉球群島及小笠原群島：舊金山和約允許美國將該兩處群島交由聯合國託管，但最終美國直至將移交日本為止仍未實行[7]。